# Mitología bantú

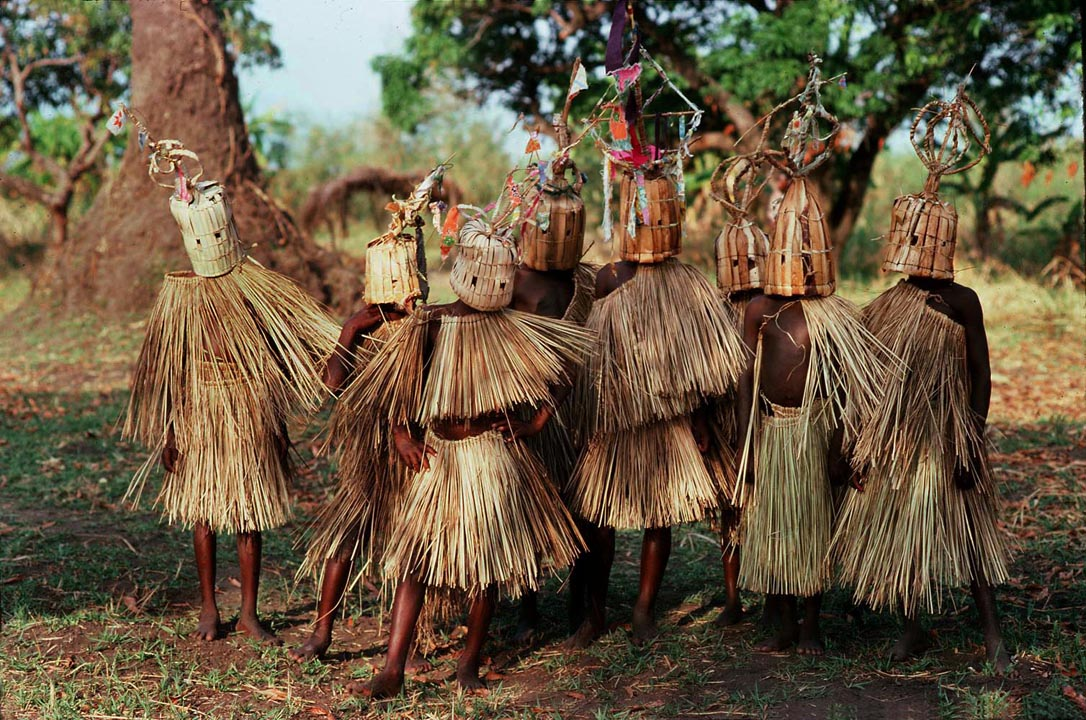
Niños de 9-10 años de la tribu Yao en Malawi en el ritual de circuncisión e iniciación

La mitología bantú se refiere a los mitos y las leyendas de los pueblos bantúes de África. Aunque los pueblos bantúes representan varios centenares de diferentes grupos étnicos, existe un alto grado de homogeneidad entre las culturas y mitologías de estos pueblos, al igual que en las lenguas bantúes. Así pues, la mitología bantú es un término genérico que se refiere a los temas comunes que se repiten y se encuentran en todas o en la mayoría de las culturas bantúes.

## Dios

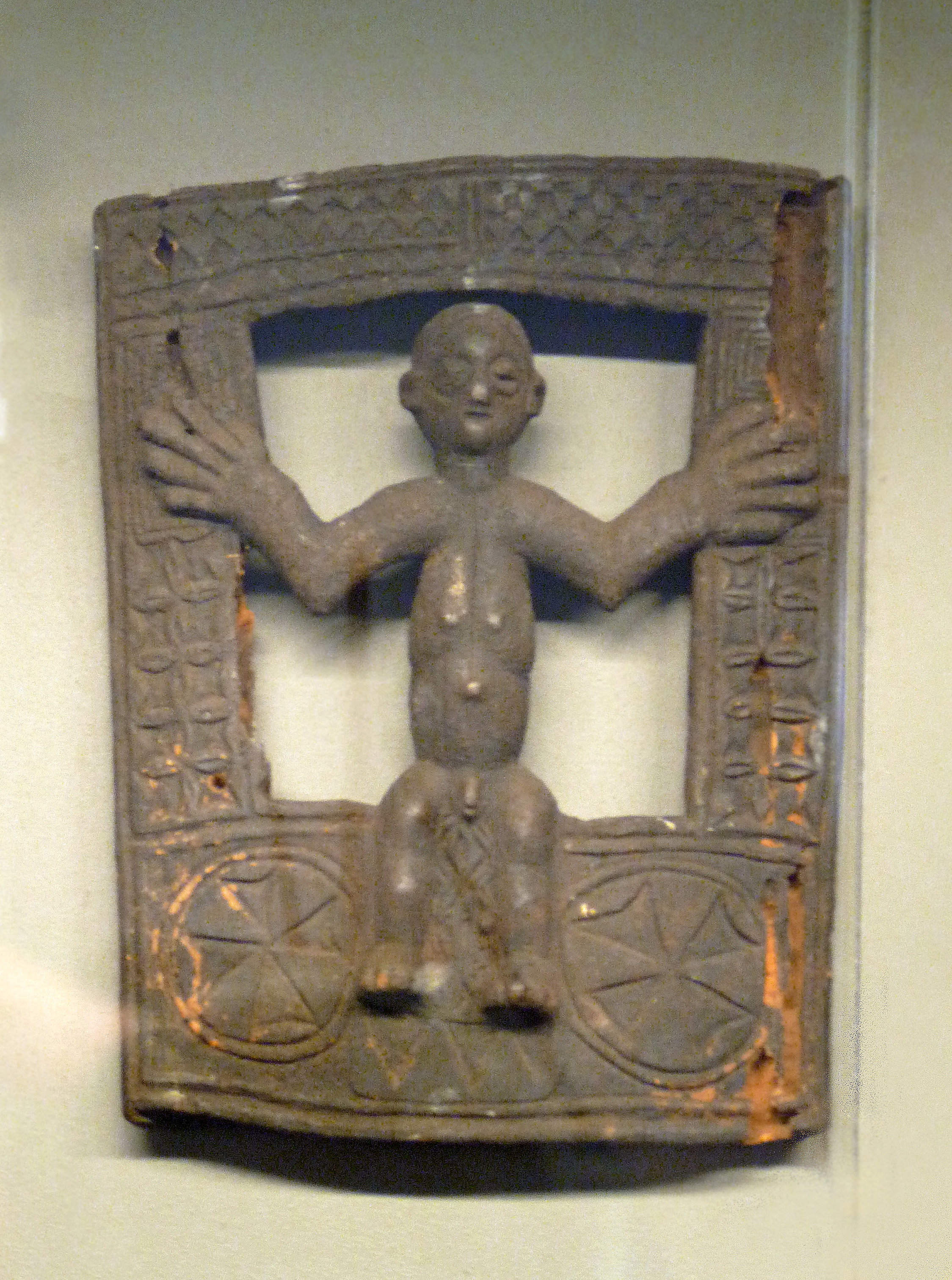
Escultura del pueblo Holo (Kwango, República Democrática del Congo) que representa a Nzambi, el Dios supremo, el cual presenta influencias de la figura de Jesucristo, traído por los portugueses

Todos los bantúes creen tradicionalmente en un Dios supremo. La naturaleza de este dios solo está vagamente definida, aunque se puede asociar con el sol o con el más antiguo de todos los antepasados, o puede tener también otras especificaciones. La mayoría de los nombres de Dios incluyen la partícula ng o nk de las lenguas bantúes, que se relaciona con el cielo; algunos ejemplos son Mulungu (el pueblo waYao), Mungu (al pueblo suajili), Unkulunkulu (el pueblo zulú), Ruhanga (al pueblo nyoro), o Ngai en algunos otros grupos. En muchas tradiciones, se supone que Dios vive en el cielo, al igual que en la mitología y las religiones occidentales. También hay otras tradiciones que sitúan al Dios supremo en una montaña alta, como sucedía en la mitología griega; por ejemplo, para el pueblo kĩkũyũ Dios reside en la montaña Kirinyaga. Hay varios mitos bantús que están destinados a explicar la distancia existente entre Dios y los hombres, es decir, el cielo y la tierra, y que hacen toda una reconstrucción. En muchos de estos mitos sobre la creación, el cielo y la tierra estaban cerca el uno del otro, pero Dios los separó debido a diversos conflictos con los hombres. Por ejemplo, hay un mito bantú según el cual a Dios le estorba el palo que las mujeres llevaban en las manos, ya que cada vez que lo levantaban para picar el mortero le daban golpes en el vientre; en otro mito, Dios se ofende por el humo de las hogueras que encienden los hombres. También hay mitos sobre hombres que tratan de alcanzar el lugar de Dios, por ejemplo, trepando un árbol o usando una cuerda.
Dios casi nunca es descrito como el creador de todas las cosas, como en la mayoría de las mitologías, ya que el universo es eterno y no tiene principio. Los animales son también una parte de este universo eterno. Aunque no sea el creador, Dios está íntimamente relacionado con el universo; los animales a veces son calificados como "su pueblo", y en algunos de los mitos sobre por qué Dios se ha alejado de los hombres (por ejemplo, el mencionado anteriormente en que lo había hecho a causa del humo de las hogueras), se ve bien claro que el descontento de Dios con los hombres tiene algo que ver con su costumbre de manipular y corromper el mundo natural.
Algo que tienen en común todas las religiones tradicionales de los pueblos bantúes es que Dios está situado muy por encima de la tierra. Todas las prácticas religiosas están destinadas a adorar a este Dios. Esta actitud tradicional de las creencias bantúes se ha modificado, en diversos grados y de maneras, debido al advenimiento del cristianismo y del Islam, el Dios de los cristianos y el de los musulmanes han quedado equiparado con el Dios supremo bantú . Munguía, por tanto, se ha convertido en un Dios que se preocupa por la humanidad y por lo tanto tiene sentido adorarlo y rogarle.

## La creación
Como en la mitología bantú el universo y los animales son eternos, no hay mitos sobre su origen relacionados con la creación, todo lo contrario que para el resto de la humanidad, a la que se le atribuyen orígenes diversos. En muchos mitos bantús, el primer hombre nació de una planta: por ejemplo, según los zulúes provenía de una de caña de bambú o de un árbol omumborombonga según los hereros. En otras tradiciones, los primeros hombres salen de una cueva o de un agujero en el suelo. Quienes viven principalmente de la ganadería, por regla general, creen que los hombres y el ganado aparecieron juntos sobre la faz de la tierra.
Se puede observar que, como es el caso de muchas otras mitologías, las creencias de los bantúes sobre la creación del hombre a menudo se limitan a describir el origen de ciertos grupos humanos, más que de toda la humanidad. Por ejemplo, la mayoría de los pueblos bantúes que coexisten con los bosquimanos no incluyen esta etnia en sus mitos sobre la creación; es decir, que los bosquimanos son considerados una parte más del universo eterno en lugar de una parte de la humanidad. ....

## La muerte
La mayoría de las culturas bantúes comparten un mito común sobre la muerte, con la participación de un camaleón y un lagarto. Según este mito, Dios envió al camaleón para anunciar a los hombres que no morirían nunca. El camaleón se fue a cumplir su misión, pero lentamente, como es natural en él, se detuvo en medio del camino para comer. Al cabo de un tiempo Dios envió un lagarto para anunciarles que sí morirían. Como era mucho más rápido que el camaleón, el lagarto llegó primero, por lo cual quedó establecida la naturaleza mortal del hombre. Como consecuencia de este mito, tanto los camaleones como los lagartos menudos se consideran animales de mal agüero en los pueblos bantúes.
Según las diversas tradiciones locales, se dan explicaciones diferentes sobre el "doble mensaje" del camaleón y el lagarto. En algunos casos, Dios envía ambos mensajeros con sus respectivos presagios e, intencionadamente, confía el destino de la humanidad al resultado de esta competición. En algunos otros casos, el lagarto escucha a escondidas las instrucciones que Dios da al camaleón y, envidioso por naturaleza, opta por llevar a los hombres el mensaje opuesto. Aunque en otras culturas, después de haber enviado el camaleón, Dios cambia de opinión como consecuencia del mal comportamiento de la humanidad y manda al lagarto. Los misioneros han adaptado el mito del camaleón para evangelizar a los pueblos africanos bantús; el camaleón, que lleva la buena nueva de la vida eterna a la humanidad, a veces se le identifica con Jesucristo.

## Espíritus
En la mayor parte de las culturas africanas, y esto incluye las culturas bantúes, la veneración de los muertos tiene un papel preponderante. Según ellos, los espíritus de los muertos continúan recorriendo el mundo y pueden influir en los vivos. Esta existencia espiritual, sin embargo, no se considera que sea eterna; los espíritus de los muertos siguen viviendo siempre que haya alguien que les recuerde. Por lo tanto, el espíritu de los grandes reyes y héroes, de los que guarda memoria la tradición oral, viven desde hace siglos, mientras que el de la gente corriente se puede extinguir en pocas generaciones.
Los espíritus de los muertos pueden comunicarse con los vivos de varias formas: por ejemplo, les hablan en sueños, les hacen llegar sus propios presagios, o bien se dirigen a través de un adivino clarividente. Se les consulta expresamente algunas veces, para pedir consejo, favores, o antes de emprender un largo viaje. Si una persona ofende el espíritu de alguno de sus antepasados, ellos pueden vengarse produciendole una enfermedad o una desgracia, y solo se podrá librar con la ayuda del adivino, que le indicará cómo enmendar su error y así poder congraciarse con los antepasados. Las catástrofes como las inundaciones, las guerras, las hambrunas o las plagas de langostas se atribuyen a la ira de los espíritus a causa de un mal comportamiento de la comunidad en general. Si toman cualquier forma visible se suele atribuir un animal; el más común es la serpiente, el pájaro o la mantis.
Al igual que en otras mitologías, los bantúes identifican el reino de los espíritus con el mundo subterráneo. En casi todas sus tradiciones hay historias de personas que de manera fortuita visitan la tierra de los muertos, llamada kuzimi en suajili. Esto les sucede a menudo a los que siguen un puercoespín o cualquier otro animal dentro de sus madrigueras. Hay héroes legendarios que hicieron este viaje de manera consciente, como Mpobe en la tradición buganda y Uncama de la mitología de los zulúes.
Aunque las culturas bantúes también creen en otros espíritus que no son los de los muertos (por ejemplo, los espíritus de la naturaleza, tales como Mwenembago, el señor del bosque, en la mitología zaramo), no tienen un papel tan importante en la vida diaria. En muchos casos, eran también originariamente espíritus de gente muerta. Entre los diferentes pueblos bantúes también es muy extendida la creencia en una raza de habitantes celestiales diferentes de la gente mortal. A veces se les caracteriza con alas, como a los ángeles de otras tradiciones culturales.

## Monstruos
La mitología bantú a menudo incluye monstruos, conocidos como amazimu en zulú y madimo, madimu o zimwi en otras lenguas. Cuando las leyendas bantús se traducen a las lenguas occidentales, todas estas palabras se traducen, normalmente,  por "ogro", ya que uno de los rasgos más característicos de este tipo de monstruos es el de ser devoradores de hombres. A veces pueden tomar la apariencia de hombres o de animales (como los chaga de la región del Kilimanjaro, que cuentan historias sobre monstruos con aspecto de leopardo), y también pueden lanzar hechizos sobre los hombres y transformarlos en animales . Un tipo específico de monstruo es el de un muerto mutilado que aguanta de pie, que nos podría hacer pensar en los zombis de la cultura occidental, como el umkovu de la tradición zulú y el ndondocha del pueblo yao.

## Fábulas de la mitología
La cultura tradicional de la mayoría de los pueblos bantús incluye varias fábulas protagonizadas por animales antropomorfos que hablan. Estas historias tienen a menudo la estructura y la función de los cuentos de hadas y presentan similitudes con los de la tradición occidental. El personaje predominante de las fábulas bantús es la liebre, un símbolo de habilidad y astucia. Su principal antagonista es la pícara y engañosa hiena. Otros personajes son el león y el elefante, que por regla general representan la fuerza bruta. Aún más inteligente que la liebre es la tortuga, que vence a sus enemigos gracias a su paciencia y fuerza de voluntad.
Esta simbología, sin duda, está sujeta a variaciones locales. En las zonas de África donde la liebre es un animal desconocido, por ejemplo, a lo largo del río Congo, su papel lo representa el antílope. En el pueblo sotho la liebre se sustituye por el chacal, posiblemente por influencia de la cultura joisán, donde este animal se considera un símbolo de inteligencia, mientras que la liebre es vista como estúpida. Los zulúes también tienen historias sobre liebres, pero en algunos casos es el hurón el que asume el papel del protagonista más listo.